# نيكولا أوليفيرا
نيكولا أوليفيرا (بالبرتغالية: Nicolas Oliveira) هو سباح برازيلي، ولد في 4 أغسطس 1987 في بيلو هوريزونتي في البرازيل.

## وصلات خارجية
- نيكولا أوليفيرا على موقع الاتحاد الدولي للسباحة (الإنجليزية)
- نيكولا أوليفيرا على موقع SwimRankings.net (الإنجليزية)
- نيكولا أوليفيرا على موقع اللجنة الأولمبية الدولية (الإنجليزية)
- نيكولا أوليفيرا على موقع أوليمبيديا (الإنجليزية)